# آناتولی استاروستین
آناتولی استاروستین (انگلیسی: Anatoli Starostin؛ زادهٔ ۱۸ ژانویهٔ ۱۹۶۰) ورزشکار پنج‌گانه مدرن اهل اتحاد جماهیر شوروی سوسیالیستی بود.
وی در مسابقات کشوری و بین‌المللی در مجموع برندهٔ ۲ مدال طلا، ۱ مدال نقره شده‌است.